# جويل موراي (لاعبة كرة قدم)
جويل موراي (بالإنجليزية: Joelle Murray)‏ هي لاعبة كرة قدم بريطانية، ولدت في 7 نوفمبر 1986 في اسكتلندا في المملكة المتحدة. شاركت مع منتخب اسكتلندا لكرة القدم للسيدات. أما مع النوادي، فقد لعبت مع Hibernian W.F.C. ‏.

## وصلات خارجية
- جويل موراي على موقع الاتحاد الدولي (مؤرشف)  (الإنجليزية)
- جويل موراي على موقع الاتحاد الأوربي (الإنجليزية)
- جويل موراي على موقع الاتحاد الإسكتلندي (الإنجليزية)
- جويل موراي على موقع قاعدة بيانات كرة القدم.إي يو (الإنجليزية)
- جويل موراي على موقع Soccerway.com (الإنجليزية)
- جويل موراي على موقع عالم كرة القدم.نت (الإنجليزية)